# Balanza granataria

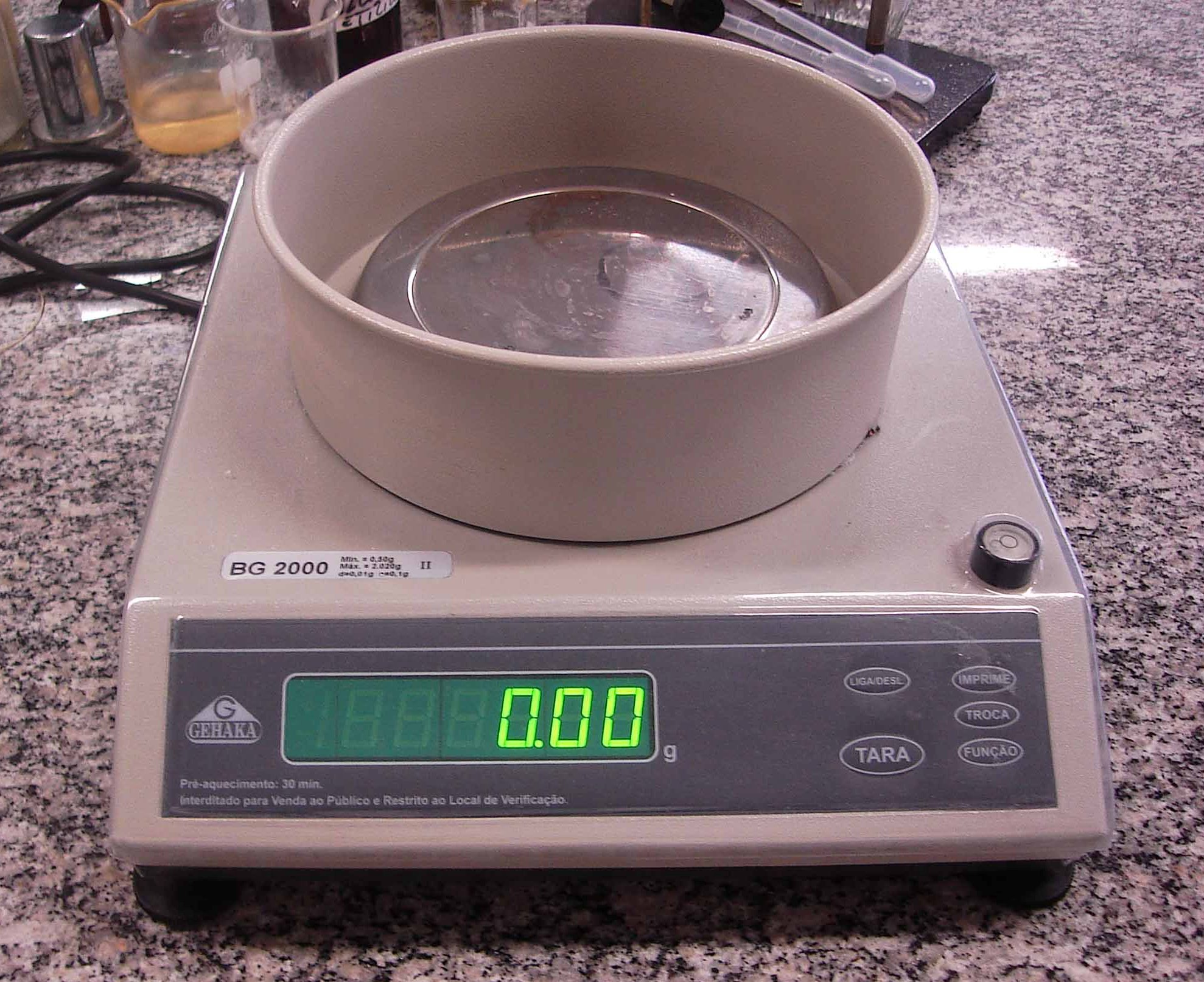
Balanza semianalítica, también conocida como granatario

Una balanza de pesar granataria es un tipo de balanza muy sensible, esto quiere decir que puede medir masas muy pequeñas ya sea de objetos o sustancias sólidas, líquidos o gases. El nombre de granataria viene por el hecho de que tiene tres tipos de vigas o barras para hacer las mediciones que difieren en tamaño, lo que les permite analógicamente determinar el peso de un elemento cualquiera. Suelen tener capacidades de 2 o 2,5 kg y medir con una precisión comprendida entre 0,1 y 0,01 g. No obstante, existen algunas que pueden medir hasta 100 o 200 g con precisiones  que pueden alcanzar  los 0,001 g; y otras que pueden medir hasta 25 kg con precisiones de 0,05 g.
Las de rango intermedio (hasta 200-500 g) son muy utilizadas en laboratorios como instrumento de medición auxiliar, ya que aunque su precisión es menor que la de una balanza analítica, tiene una mayor capacidad que esta y permite realizar las mediciones con más rapidez y sencillez, además de que requieren menos cuidados y mantenimiento.
Las balanzas electrónicas equilibran la fuerza ejercida por un electroimán cuya alimentación está regulada automáticamente en un lazo cerrado por un circuito electrónico.

## Calibración y métodos
Para su correcto funcionamiento, una balanza debe estar correctamente nivelada sobre una superficie rígida. La balanza debe ser calibrada periódicamente y cada vez que se traslada de lugar. Para ello se utilizan masas patrón que, a su vez, están calibradas con mayor precisión que la precisión de la balanza.
La limpieza es un factor muy importante, por lo cual no deben ubicarse las sustancias directamente en el plato de la balanza, sino sobre un contenedor.
En las balanzas electrónicas, antes de pesar la muestra debe ponerse a cero la lectura con el contenedor, lo que se conoce como tarar la balanza. Esto permite no tener que descontar posteriormente la masa del contenedor.
Al realizar una serie de mediciones debe evitarse cambiar de balanza.
Para realizar la lectura correctamente en las balanzas mecánicas debe evitarse el error de paralaje, alineando la visualización correctamente. Se debe poner en cero, colocar el peso en el plato e ir moviendo su sistema hasta lograr su peso.